# Цвыджи
Цвыджи (абх. Цәыџьаа), Цвиджи самоназвание "апсау" — один из субэтносов абхазов, по мнению большинства учёных являются подгруппой более крупного этноса садзов, сами себя считают независимой от садзов отдельной группой (субэтносом).

## Расселение
Проживали в основном вдоль долины реки Кудепста, среди них можно назвать две самые распространённые фамилии-общества: Чу, Цвиджба (последние до сих пор распространены в Абхазии), в прошлом общее количество около 250-350 дворов.
Ныне в малых общинах проживают в Турции среди садзов и цабальцев, в таких селах как Кунчаз и Хасандара.

## Язык
По мнению языковеда В.Чирикба и других лингвистов, говорят на одном из говоров садзского диалекта (халцыс и собственно цвиджбовский), сами себя не относят не к халцыс, не к другим садзским подгруппам.
Пример текста на цвиджбовском говоре/диалекте :
"Сабы́нтәалагара? Са сх’а́ сҳәа́п зны́. Сара́ цәыџьа́а раҟаны́, 
цәыџьа́а ры́ҿынтәа Алы́-бeй йыԥа́ Қьама́ль сы́хьыӡуп. Сах’а́ҵра
хынeйжәы́й жәа́а. Сабду́уцәа Аԥсыны́нтәа а-Ҭырқәтәы́л йа́айт.
Йаха́айыз, Билeџьи́қ ҳа вильаайе́ҭ"

## История
Участвовали в Кавказской войне на стороне горцев, несмотря на свою дальную расположенность от цабальцев часто вступали с ними в браки и конфликтовали из-за угнанного скота, были полностью выселены в Турцию с родственными адыгами и абазинами.
История цвыджей малоизучена, из рассказов Кямаля Алыбей-ипа известно что цабальский князь Щиринбей разорил земли цвиджбовцев с помощью русских войск.